# Lugo-di-Nazza
Lugo-di-Nazza település Franciaországban, Haute-Corse megyében. Lakosainak száma 85 fő (2022. január 1.). Lugo-di-Nazza Ghisonaccia, Ghisoni és Poggio-di-Nazza községekkel határos.

## Népesség
A település népességének változása:
| Lakosok száma | 105  | 100  | 105  | 116  | 102  | 78   | 78   | 82   | 84   | 85   |
|               | 1968 | 1982 | 1990 | 2006 | 2013 | 2015 | 2017 | 2019 | 2020 | 2022 |